# SuperH
« SH-2 » redirige ici.  Pour l’hélicoptère américain, voir Kaman SH-2.
 (novembre 2014).
Si vous disposez d'ouvrages ou d'articles de référence ou si vous connaissez des sites web de qualité traitant du thème abordé ici, merci de compléter l'article en donnant les références utiles à sa vérifiabilité et en les liant à la section « Notes et références ».

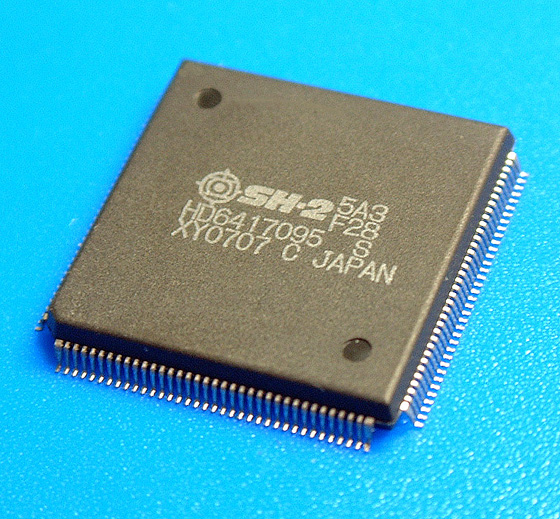
Le processeur superH

Le SuperH est une famille de processeurs, conçus à la base par Hitachi. L'architecture des SuperH est de type RISC. Ils sont principalement utilisés dans les systèmes embarqués.
Les SuperH est le successeur de la famille de processeur H8.

## Historique
La famille de processeurs SuperH a été développée à l'origine par Hitachi au début des années 1990. En 1993, Sega et la compagnie d'électronique japonaise Hitachi, pas forcément connue pour la fabrication de microprocesseurs mais plutôt de microcontrôleurs, forment une coentreprise pour développer un nouveau processeur pour la console de jeux Sega Saturn, et qui pourra être utilisée dans d'autres applications. Cette collaboration résulte en la création du SH-2. Deux processeurs SH-2 et un processeur SH-1 sont finalement utilisés dans la console Sega Saturn, et deux processeurs SH-2 dans la console Sega Mega Drive 32X.
Quelques années plus tard, le SH-3 rejoint la famille. Il ajoute une unité de gestion mémoire (MMU), une gestion de mémoire cache, et une extension DSP nommée SH-3-DSP. Il fut entre autres utilisé par des périphériques tournant sous Windows CE,.
Le SH-4 est le fruit d'un développement commun entre Hitachi et STMicroelectronics, qui collaborent à partir de 1997 avant de former une coentreprise nommée SuperH en 2001,. Il dispose d'une architecture superscalaire, d'une unité de calcul en virgule flottante vectorielle et d'un contrôleur PCI. Il est choisi par Sega pour sa console Dreamcast.
Un SH-5 a été annoncé, le premier de la famille avec une architecture 64-bit, mais n'est jamais sorti.
Ces processeurs disposent d'un codage de taille fixe des instructions sur 16 bits, qui représentait un avantage par rapport aux autres processeurs RISC utilisant des instructions sur 32 bits. Moins de mémoire vive et moins de cache étaient nécessaires, ce qui pouvait se traduire en un coût de fabrication plus faible, ainsi qu'une dissipation thermique plus faible qui permettait de se passer de ventilateur pour le processeur,.
En 2003, Hitachi et Mitsubishi Electric forment une coentreprise nommée Renesas Technology, qui reprend la participation de STMicroelectronics dans la coentreprise SuperH à partir de 2004 et devient ainsi le propriétaire de la licence des processeurs SH.
Les derniers brevets liés au SH-2 sont arrivés à échéance en 2014. En 2015, à la LinuxCon Japan, la Open Processor Foundation a annoncé son implémentation ouverte d'une architecture compatible SH-2, nommé J-2. Cette fondation prévoit également d'implémenter une architecture compatible SH-4, quand les brevets correspondants arriveront à échéance en 2016. Les raisons données pour l'implémentation de nouveaux processeurs sur cette architecture sont multiples :
- Forte densité de code comparée aux autres architectures RISC 32-bit de cette époque telles que ARM ou MIPS
- Support existant de compilateurs et de systèmes d'exploitation
- Bas coût de fabrication

## Les processeurs
Les processeurs appartenant à la famille SuperH sont :
- le SH-1, processeur 32 bits, fonctionne à la fréquence maximale de 20 MHz
- le SH-2, processeur 32 bits, fonctionne jusqu'à 28,7 MHz. Il est utilisé dans les consoles de jeux Sega 32X et Saturn
- le SH-3, processeur 32 bits, fonctionne jusqu'à 200 MHz. Pour la première fois, une unité de gestion mémoire est intégrée dans les SuperH. Il est utilisé par plusieurs assistants personnels fonctionnant sous Windows CE, pour le système d'arcade Cave 3rd Generation de la société japonaise Cave et par Casio pour ses calculatrices.
- le SH-4, processeur 32 bits, dispose d'un coprocesseur arithmétique 128 bits. Il est utilisé par Sega, pour la console de jeux Dreamcast, par les systèmes d'arcade Naomi, Naomi 2 et Atomiswave, ainsi que par la nouvelle génération de calculatrices Graphiques Casio.
- le SH-5, premier processeur 64 bits de la famille SuperH, est très peu diffusé.

### SH-5
Le projet SH-5 a été développé conjointement par STMicroelectronics (nom de code ST50) et Hitachi (SH5). Le projet SH-5 n'a été réalisé que de façon confidentielle par Hitachi sous la référence SH5-101 (Hitachi Cayman Board). Le SH5 est connu des Linuxiens pour son sobriquet de SH64, étant la seule incarnation 64 bits de l'architecture SuperH.
À la suite de désaccords stratégiques et d'une perte d'intérêt de STMicroelectronics, les projets SH-6 et SH-7 sont actuellement en sommeil, sans qu'aucun fondeur de puce, ni même Hitachi, ne puisse réaliser ces processeurs pour des questions de licence, et ce malgré les annonces publiques faites en 2000.

## Particularités
Les particularités de ces processeurs sont :
- leur faible coût de fabrication ;
- leur faible consommation d'énergie.

Du point de vue de la programmation, les processeurs SuperH sont très similaires à leurs homologues Motorola de la famille 68000 et ColdFire. Le SH-2 est plus ou moins l'équivalent d'un 68020, le SH-3 au 68030, mais le SH-4 correspond plutôt au Motorola 68060 du fait de son architecture superscalaire. La facilité de programmation est elle aussi très similaire : absence de pagination mémoire, modes d'adressages complexes, instructions logiques rapides, etc.